# Solemni hac liturgia
Solemni hac liturgia ("Esta solemne liturgia") es un motu proprio publicado por el papa Pablo VI el 30 de junio de 1968. Su contenido consiste sustancialmente en un credo conocido como Credo del Pueblo de Dios.

## Antecedentes

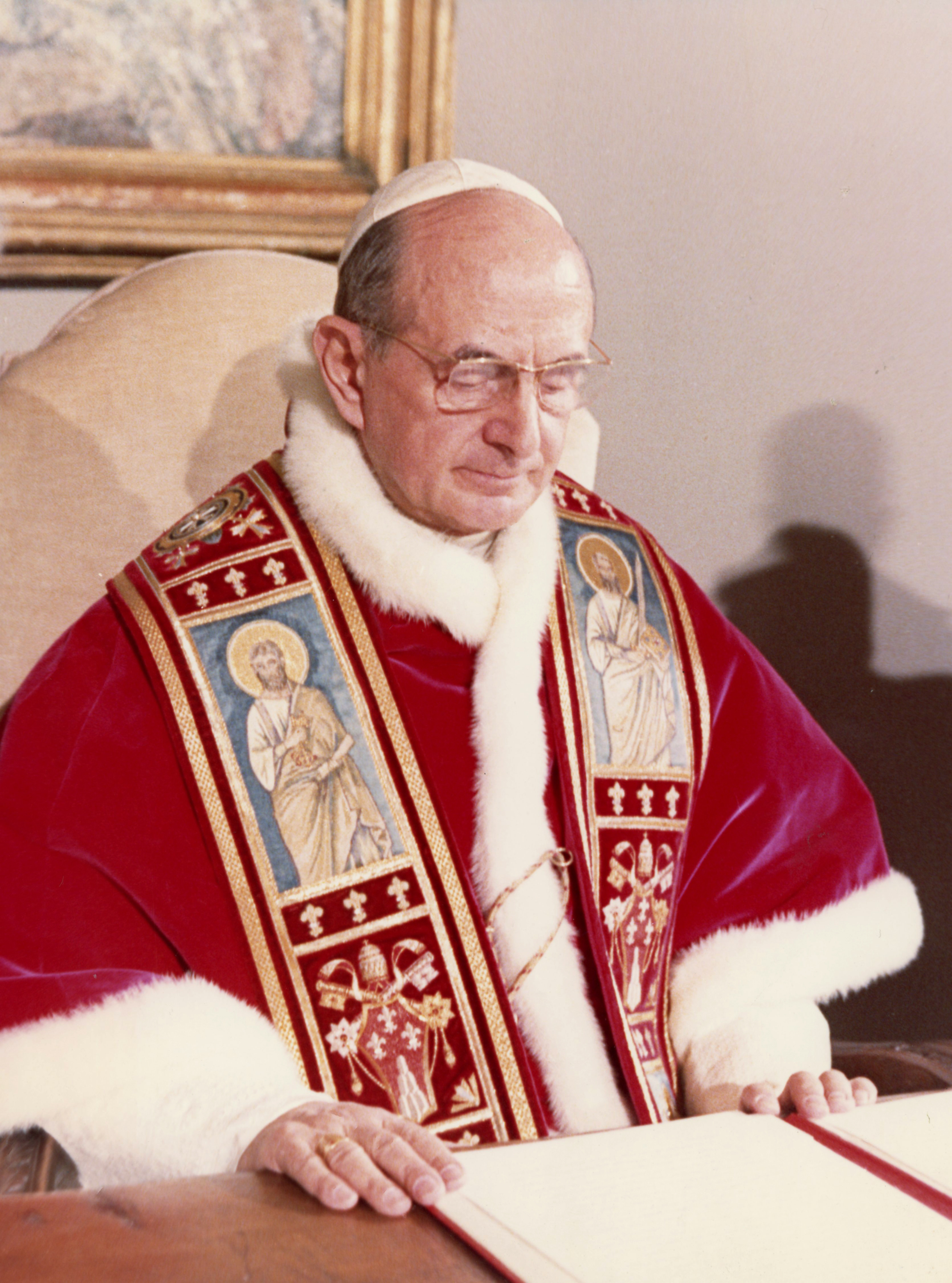
Papa Pablo VI en su estudio papal el 29 de junio de 1968

Durante la década de 1960, la Iglesia católica se enfrentó a una gran presión y confusión debido a los importantes cambios sociales que se produjeron durante el periodo. Un ejemplo de ello fue un catecismo publicado en 1966 con la aprobación de los obispos holandeses, en el que se rechazaban o revisaban varias enseñanzas.
El filósofo tomista Jacques Maritain escribió al cardenal Charles Journet, animando al papa Pablo VI a publicar un credo que declarara explícitamente las enseñanzas de la Iglesia y expusiera el Credo Niceno. Maritain redactó un credo el 11 de enero de 1968 y lo envió a Journet el 20 de enero de 1968. Fue remitido al Papa Pablo VI, quien expresó su reconocimiento y lo modificó antes de publicarlo en Solemni hac liturgia.

## Naturaleza y circunstancias de la profesión de fe
El Papa Pablo VI habló de ella como "una profesión de fe, ... un credo que, sin ser propiamente una definición dogmática, repite en sustancia, con algunas evoluciones exigidas por la condición espiritual de nuestro tiempo, el credo de Nicea, credo de la inmortal tradición de la santa Iglesia de Dios".
Publicó la profesión de fe debido a "la inquietud que agita a ciertos sectores modernos con respecto a la fe. No escapan a la influencia de un mundo en profundo cambio, en el que tantas certezas son discutidas o discutibles. Vemos incluso a católicos dejarse llevar por una especie de pasión por el cambio y la novedad. La Iglesia, ciertamente, tiene siempre el deber de proseguir el esfuerzo por profundizar y presentar, de manera cada vez mejor adaptada a las sucesivas generaciones, los insondables misterios de Dios, ricos para todos de frutos de salvación. Pero, al mismo tiempo, en el cumplimiento del deber indispensable de la investigación, hay que poner el mayor cuidado en no perjudicar las enseñanzas de la doctrina cristiana. Porque eso sería dar lugar, como desgraciadamente se ve en estos días, a la turbación y perplejidad de muchas almas fieles".
Ante esta inquietud, el Papa Pablo deseaba que su profesión de fe "fuera en alto grado completa y explícita, para que pueda responder de modo adecuado a la necesidad de luz que sienten tantas almas fieles, y todos aquellos que en el mundo, cualquiera que sea la familia espiritual a la que pertenezcan, están en busca de la Verdad".

## Credo del Pueblo de Dios
El Credo del Pueblo de Dios se basa en el Credo de Nicea. Los temas incluyen la  divinidad de Cristo, la  mariología católica, la eclesiología católica, el pecado original, la Biblia, el sacrificio de la Misa, y la doctrina de la Transubstanciación.
En particular, se enfatizan cuatro enseñanzas marianas: el  nacimiento virginal de Cristo, la Theotokos, la Inmaculada Concepción y la Asunción de María.
El Credo del Pueblo de Dios está organizado en las siguientes secciones:
- Dios: el Padre; el Hijo; el Espíritu Santo.
- Origen de la ofensa; Renacimiento del Espíritu Santo; Bautismo
- La Iglesia; La Palabra; Un solo Pastor
- Sacrificio del Calvario; Transubstanciación
- Preocupación temporal; Perspectiva de resurrección.

## Legado
En 1992, el papa Juan Pablo II publicó el Catecismo de la Iglesia Católica, y en 2005 el entonces Cardenal Ratzinger (más tarde Papa Benedicto XVI) publicaría también el Compendio del Catecismo de la Iglesia Católica.